# Liquidmetal
Liquidmetal e Vitreloy sono i nomi commerciali di una serie di leghe di metallo amorfo sviluppate da un gruppo di ricerca del California Institute of Technology, ora commercializzato dalla ditta Liquidmetal Technologies.

## Utilizzatori
Sono state autorizzate all'utilizzo delle leghe le seguenti aziende:
- Apple Inc., ha acquistato una licenza all'uso delle tecnologie liquidmetal per l'elettronica di consumo.[2][3]
- The Swatch Group, ha ricevuto l'autorizzazione per l'utilizzo nella produzione di componenti di orologi.[4]